# 広島県道300号深江柿浦線
広島県道300号深江柿浦線（ひろしまけんどう300ごう ふかえかきうらせん）は、広島県江田島市を通る一般県道である。

## 概要
江田島市大柿町深江から江田島市大柿町柿浦に至る。

### 路線データ
- 起点：江田島市大柿町深江（釣附橋）
- 終点：江田島市大柿町柿浦（柿浦交差点、広島県道44号江田島大柿線交点）

## 歴史
- 1996年（平成8年） - 路線認定。

## 地理
起点の深江以南は山地であり、集落がない。

### 通過する自治体
- 江田島市

### 交差する道路
| 交差する道路             | 交差する場所 | 交差する場所      |
| ------------------------ | ------------ | ----------------- |
| 広島県道121号大君深江線  | 大柿町深江   |                   |
| 国道487号                | 大柿町大原   | 大原交差点        |
| 広島県道44号江田島大柿線 | 大柿町柿浦   | 柿浦交差点 / 終点 |

### 沿線
- 大窪寺
- 荒神社
- 深江郵便局
- 広島県立大柿高等学校
- 江田島市立大古小学校
- 広島銀行 大柿支店
- もみじ銀行 大柿出張所
- 藤三 大柿店
- 江田島市役所 大柿支所
- 柿浦保育園